# Wilkaski (powiat giżycki)
Wilkaski – wieś w Polsce położona w województwie warmińsko-mazurskim, w powiecie giżyckim, w gminie Giżycko.
W latach 1975–1998 miejscowość administracyjnie należała do województwa suwalskiego.